# İsmail YK
İsmail YK, polno ime İsmail Yurtseven, turško-nemški pop pevec in skladatelj, * 5. julij 1978, Hamm, Nemčija.
Ismail YK je najmlajši izmed petih bratov Yurtseven, skupaj tvorijo skupino Yurtseven Kardeşler, katere član je od začetka svoje kariere. »YK« v njegovem vzdevku je kratica za Yurtseven Kardeşler.

## Obdobje z Yurtseven Kardeşler
Yurtseven Kardeşler (dobesedno turško »Bratje Yurtseven«), kratica YK, je bila sprva amaterska skupina turških izseljencev v Nemčiji. Med letoma 1985 in 1987 so izdali dva amaterska albuma. Širšo prepoznavnost so dosegli leta 1988 z nastopom v oddaji »Nachbarn in Europa« (Sosedje v Evropi) nemške televizijske postaje ZDF.
Kasneje so izdali nekaj razmeroma uspešnih albumov, Bir tek Sen / Barış Olsun (1998, založba Akbaş Muzik),Toprak (2000 založba Akbaş Muzik) in De Bana / Od Anam (2002, založbi Akbaş Muzik / Türküola).
Leta 2004 jim je založba Avrupa Muzik ponudila pogodbo; pri njej sta izšla albuma Şimdi Halay Zamanı (2004) in Aşık Oldun Mu? (2007), oba zelo uspešna v Turčiji.

## Solo kariera
Ismail YK je postal priljubljen v maju 2004, ko je izdal svoj prvi samostojni album z naslovom Şappur Şuppur. Z milijonom prodanih izvodov v Turčiji in ravno toliko v Nemčiji je bil najbolje prodajan album leta v Turčiji. Maja 2006 je Ismail izdal svoj drugi album, imenovan Bombomba.com. S 600.000 prodanih izvodov je bil tudi ta najbolje prodajan album leta v Turčiji.
Maja 2008 je izšel njegov tretji album z naslovom Bas Gaza, ki je bil 7 tednov na prvem mestu turške lestvice albumov. Podobno uspešen je bil tudi njegov četrti album, Haydi Bastir, izdan februarja 2009.

## Diskografija

### Albumi z Yurtseven Kardeşler
- Bir tek Sen / Barış Olsun (1998; Akbaş Muzik)
- Toprak (2000; Akbaş Muzik)
- De Bana / Of Anam Of (2002; Akbaş Muzik / Türküola)
- Şimdi Halay Zamanı (2004; Avrupa Müzik)
- Seni Hiç Aşık Oldun Mu? (2007; Avrupa Müzik)

### Solo albumi
- Şappur Şuppur (8. maj 2004; Avrupa Müzik)
- Bombabomba.com (5. maj 2006; Avrupa Müzik)
- Bas Gaza (5. maj 2008; Avrupa Müzik)
- Bas Gaza Türkiyem (2008)
- Haydi Bastir (2009)
- Psikopat (2011)
- Metropol (2012)
- Kiyamet (2015)